# Бретон, Ги
Ги Бретон (фр. Guy Breton; 6 апреля 1919 года, Жьен — 21 октября 2008 года, Антиб) — французский журналист, писатель, историк, радио- и телевизионный продюсер и ведущий.
Писал о роли любви, юмора и курьёзов в истории Франции.  Вёл на эту тему в 1969—74 годах передачу фр. «le Cabaret de l’Histoire» (Кабаре Истории) на телеканале Управления французского радиовещания и телевидения (фр. ORTF). Автор изданной в России многотысячными тиражами десятитомной «Истории любви в истории Франции» (фр. Histoires d'amour de l'histoire de France), которую он писал в 1954—1965 годах, и ряда других книг.